# Stephanie Twell
Stephanie Twell (Colchester, Reino Unido, 17 de agosto de 1989) es una atleta británica, especialista en la prueba de 5000 m en la que llegó a ser medallista de bronce europea en 2016.

## Carrera deportiva
En el Campeonato Europeo de Atletismo de 2016 ganó la medalla de bronce en los 5000 metros, con un tiempo de 15:20.70 segundos, llegando a meta tras la turca Yasemin Can (oro) y la sueca Meraf Bahta (plata con 15:20.54 segundos).